# Morin khuur

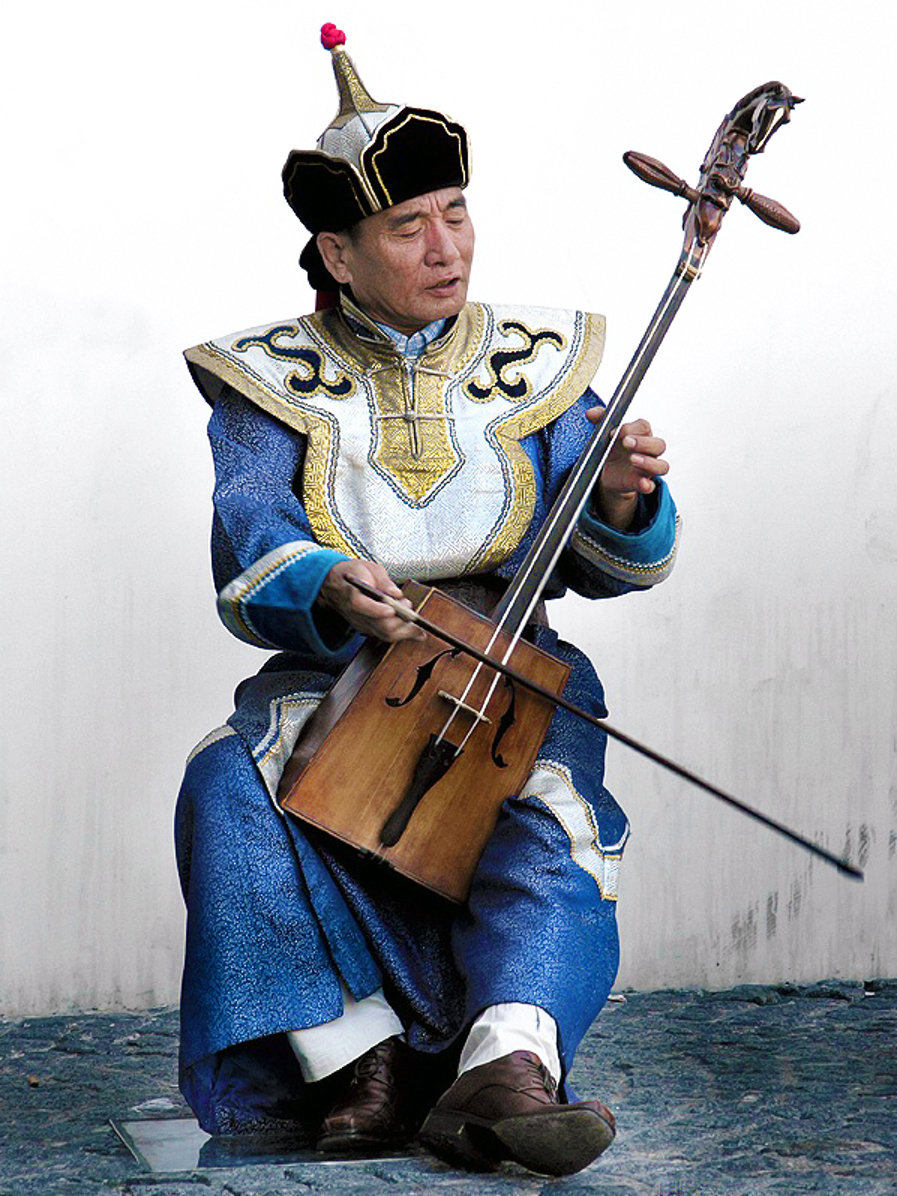
Artiest uit Mongolië met morin khuur

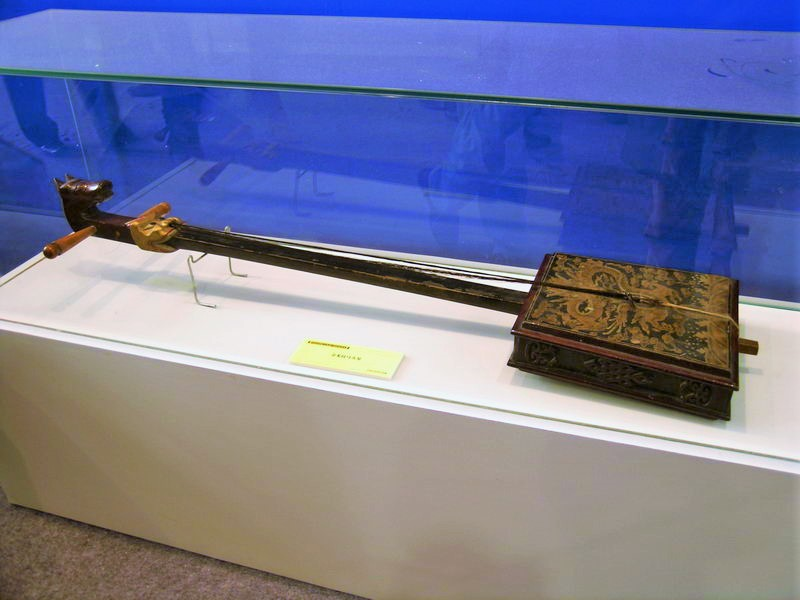
Morin khuur

De morin khuur of morin-u toloɣai tai quɣur ofwel paardenviool (fiddle met paardenkop) is een strijkinstrument uit Mongolië. Het instrument geldt als een symbool voor de Mongoolse natie. Sinds 2003 staat de morin khuur vermeld op de Lijst van Meesterwerken van het Orale en Immateriële Erfgoed van de Mensheid.
Het instrument heeft een houten klankkast met twee snaren, gemaakt van een paardenstaart, en heeft altijd een paardenkop. De dikste (mannelijke) snaar bevat 130 haren van een hengst, de andere snaar bevat 105 haren van een merrie. Het frame werd vroeger overspannen met kamelen-, geiten- of schapenhuid, maar sinds de jaren zeventig wordt het klankblad helemaal uit hout gemaakt.
De morin khuur begeleidt het lange lied of Urtiin Duu, in andere gebieden wordt de igil gebruikt. De Urtiin Duu staat ook vermeld op de Lijst van Meesterwerken. In China heet het instrument matouqin (Chinees: 馬頭琴), en maakt deel uit van de huqin-familie. In Turkse gebieden bestaan vergelijkbare instrumenten met paardenhaar.

## Legende
Er bestaan verschillende legenden over het ontstaan van de morin khuur. Een herder, Kuku Namjil, kreeg een geschenk van een magisch gevleugeld paard. Elke nacht mocht hij het paard berijden en het dier vloog met hem naar zijn geliefde. Een jaloerse vrouw sneed de vleugels van het paard en het dier stortte neer en stierf. De treurende herder maakte van de botten van het paard zonder vleugels een strijkinstrument met een paardenkop, en bespeelde het als hij liederen over zijn paard zong.
Een andere legende noemt Sükhe (of Suho) als uitvinder van de morin khuur. Een heer doodde het paard van Sükhe en de ziel van het dier kwam in een droom tot hem. Het paard gaf de jongen opdracht een instrument van het zijn lijf te maken, zodat ze bij elkaar zouden blijven.

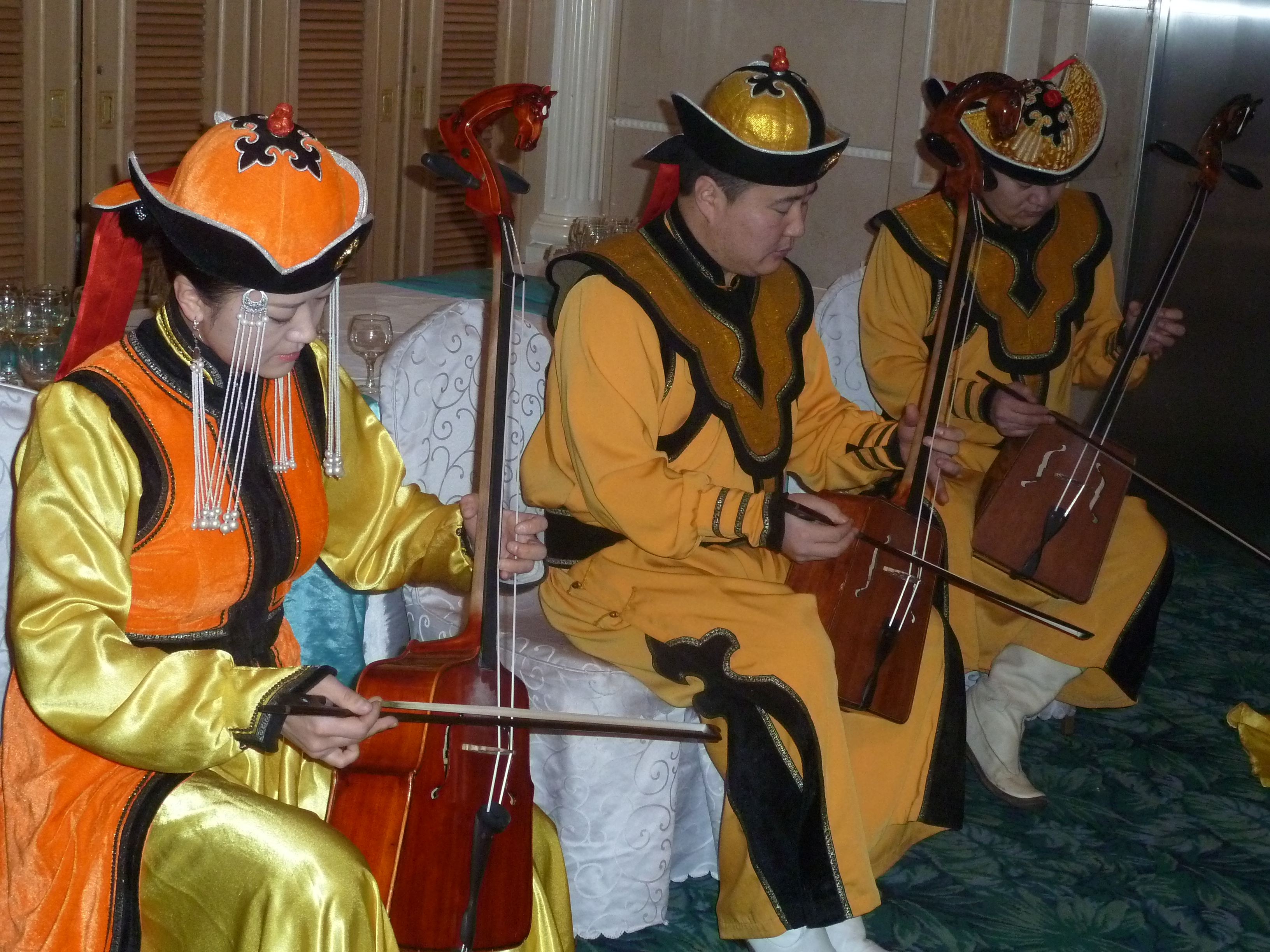
Een muziekgroep uit Ulaanbaatar speelt op de Morin khuur

## Documentaires
In het dagelijks leven van de nomaden in de Mongoolse Gobiwoestijn wordt het instrument met zacht gezang gebruikt in de diergeneeskunde om de spanning van een moederkameel te verminderen, wanneer deze zijn jong verstoot. Muziek wordt meer gebruikt bij nomadische beschavingen, maar in de Gobi wordt alleen dit instrument gebruikt bij kamelen. Wanneer de moeder van een kamelenjong sterft, wordt de Morin Khuur gebruikt om een andere wijfjeskameel aan het jong te laten wennen. Het gebruik is bekend geworden door een docudrama geproduceerd in Duitsland, Die Geschichte vom weinenden Kamel (2003) van de Mongoolse filmmaakster Byambasuren Davaa, een film die verschillende prijzen won.
In 2014 kwam Mongools Goud uit, een documentaire over de zoektocht van cellist Ernst Reijseger in Mongolië naar het 'Witte goud', het perfecte paardenhaar voor zijn strijkstok, en naar de muziek van de paardenviool.